# Γ
Gama (Γ ou γ; em grego:  γάμμα, transl.: gámma) é a terceira letra do alfabeto grego, parecida com o C ou G atual, tendo um valor numérico de 3. 
A letra gama minúscula (γ) representa: 
- A constante de Euler-Mascheroni.
- Em física nuclear, representa a radiação gama.[2]
- Em mecânica quântica e física das partículas, ela representa o fóton.

A letra gama maiúscula (Γ) representa:
- Em matemática, representa a função gama.[2]
- Em estatística, representa a distribuição gama.
- Em tensores, representa o Símbolo de Christoffel.

## Classificação
- Alfabeto = Alfabeto grego
- Fonética = /g/ no grego antigo, sempre como em gato.